# Юсупова, Офелия Юнусовна
Офелия Юнусовна Юсупова — советская и узбекская пианистка и музыкальный педагог. Племянница певицы Халимы Насыровой, сестра балерины Клары Юсуповой и певицы Розы Юсуповой.
Училась в Московской консерватории у В. С. Белова, затем окончила Ташкентскую консерваторию и аспирантуру при ней под руководством Н. Б. Рецкер.
Концертирует с 1962 года, была первой узбекской пианисткой, гастролировавшей за пределами Советского Союза : Польша (1966), Канада (1967), Монголия (1969) и др.
Профессор кафедры специального фортепиано Государственной Консерватории Узбекистана, в 1973—1987 гг. и затем вновь в 1997—2009 гг. заведовала кафедрой, в 1987 г. стала первым избранным ректором консерватории и занимала этот пост в течение 10 лет.
Заслуженная артистка  Узбекской ССР (1976), Заслуженный деятель искусств Узбекистана и Каракалпакстана (1994). 
В 2008 году Министерство культуры Узбекистана наградило Офелию Юнусову премией в номинации «Ангел нашей сцены» .
Дочь — пианистка Сайёра Гафурова , сменившая свою мать на посту заведующей кафедрой специального фортепиано консерватории Узбекистана.